# Cretio
La cretio è nel diritto romano uno degli atti attraverso cui l'erede poteva compiere l'accettazione (aditio) dell'eredità.
Inteso modernamente come un negozio giuridico unilaterale non ricettizio, si concretava in una formale dichiarazione orale. Originariamente riservata agli eredi volontari, era il testatore a prevederla nel testamento subito dopo l'istituzione dell'erede, indicando il tempo entro cui eseguirla (solitamente cento giorni), pena la diseredazione.